# Hibok-Hibok
Le Hibok-Hibok, également appelé Catarman,, est un volcan des Philippines situé sur la petite île de Camiguin, au nord de la grande île de Mindanao.

## Géographie

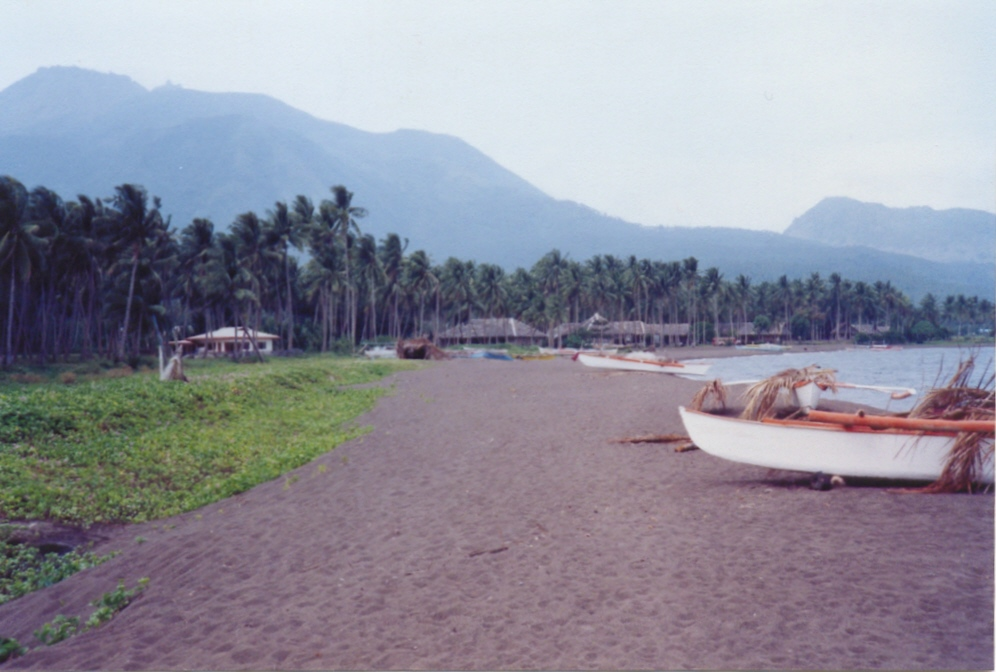
Plage de sable noir sur l'île de Camiguin avec le Hibok-Hibok en arrière-plan sur la gauche.

Le Hibok-Hibok est situé dans le sud des Philippines, dans le nord-ouest de la petite île de Camiguin qui se trouve à une vingtaine de kilomètres au nord de la grande île de Mindanao. Distant de six kilomètres du Mambajao, le point culminant de l'île avec 1 552 mètres d'altitude et qui se trouve au sud-est, le Hibok-Hibok ne culmine qu'à 1 332 mètres d'altitude mais il constitue le seul volcan actif et le plus jeune de Camiguin,. Le sommet du Hibok-Hibok composé de téphras est couronné par quatre petits cratères dont trois contiennent un lac.
Le Hibok-Hibok est constitué de dômes de lave andésitique et rhyolitique, dont le mont Vulcan sur son flanc nord-ouest, formés au cours d'éruptions majoritairement explosives ce qui le classe parmi les volcans gris de la ceinture de feu du Pacifique. Les éruptions du Hibok-Hibok se traduisent généralement par l'apparition de dômes de lave qui explosent ou s'effondrent en formant alors des nuées ardentes et créent par la suite des lahars ce qui provoque des dégâts matériels et des morts parmi la population qui est toutefois évacuée. Ces éruptions sont généralement précédés de signes précurseurs comme des séismes, des éboulements et chutes de rocher sur le sommet du volcan, l'apparition ou l'augmentation de l'émission de gaz volcaniques sous forme de panaches et/ou de solfatares et sont également accompagnées de phénomènes variés comme des explosions de vapeur d'eau, des mouvements de terrain ou encore la formation de tsunamis.

## Histoire
Seules quatre éruptions sont connues sur le Hibok-Hibok,,.
En 1827 et 1862, des éruptions d'indice d'explosivité volcanique de 2 se produisent dans un des quatre cratères sommitaux du volcan et engendrent des lahars qui causent des dégâts matériels. Du 30 avril 1871 à 1875, c'est sur le flanc nord-ouest du Hibok-Hibok que se produit l'éruption qui voit la formation d'un dôme de lave occasionnant des dégâts matériels et des morts chez les habitants de villages côtiers malgré leur fuite après un séisme précurseur et leur évacuation par la suite,. Cette éruption d'indice d'explosivité volcanique de 2 qui produira au total 150 millions de mètres cubes de lave donnera naissance au mont Vulcan composé du dôme de lave extrudé,.
Après une période de repos de 73 ans entrecoupée de deux périodes d'activité fumerollique en 1897 et le 27 juillet 1902, le Hibok-Hibok se réveille le 1er septembre 1948,. Sur son flanc nord-est se met en place un dôme de lave qui produira des coulées de lave, des nuées ardentes et des lahars qui entraîneront des dégâts matériels et 500 morts chez les habitants de villages côtiers malgré l'évacuation de la population,. Cette éruption péléenne d'indice d'explosivité volcanique de 3 se terminera en juillet 1953 et mettra fin à l'activité minière du soufre dans le seul des quatre cratères sommitaux du volcan qui ne soit pas occupé par un lac. Le lourd bilan humain décidera le gouvernement des Philippines à créer ce qui est aujourd'hui le Philippine Institute of Volcanology and Seismology.

## Surveillance
Actuellement, le Hibok-Hibok fait l'objet d'une surveillance de la part du Philippine Institute of Volcanology and Seismology via l'observatoire volcanologique de Quiboro situé à 4,7 kilomètres à vol d'oiseau au nord-est du sommet et qui dispose de sismomètres, de distancemètres, de tiltmètres et d'altimètres. L'observatoire a également dressé une carte des risques volcaniques avec l'établissement d'une zone d'accès restreint de trois kilomètres de diamètre autour du sommet du volcan et le recensement des zones potentiellement dangereuses situées dans le nord-ouest de l'île de Camiguin selon une ligne reliant les villages de Catarman et Tupsan via le volcan Mambajao.